# Божидар Іскренов
Божидар Іскренов (болг. Божидар Искренов, нар. 1 серпня 1962, Софія) — болгарський футболіст, що грав на позиції півзахисника.
Виступав, зокрема, за «Левскі», «Реал Сарагоса» та ЦСКА (Софія), а також національну збірну Болгарії, у складі якої був учасником чемпіонату світу 1986 року.

## Клубна кар'єра
Вихованець клубу «Левскі» з рідного міста Софія. За першу команду Іскренов дебютував 10 травня 1980 року у грі проти софійської «Славії» (0:2), а перший гол забив 18 лютого 1981 року в 1/8 фіналу Кубка проти софійського «Локомотива» (4:1). У рідній команді Божидар виступав до кінця 1989 року, з невеликою перервою на виступи за іспанський клуб «Реал Сарагоса», де не зміг стати основним гравцем, провівши у другій половині сезону 1988/89 лише 10 ігор у Прімері, в яких забив 1 гол. Всього за «Левскі» в усіх турнірах Іскренов провів 279 ігор і забив 60 голів. За цей час тричі виборював титул чемпіона Болгарії та двічі ставав володарем Кубка Болгарії і Кубка Радянської Армії.
З початку 1990 року Іскренов грав за швейцарську «Лозанну», але влітку 1991 року повернувся на батьківщину і став гравцем «Ботева» (Пловдив), після чого грав за інші місцеві команди ЦСКА (Софія), «Шумен» та «Септемврі» (Софія), вигравши у складі «армійців» ще один кубок Болгарії у  1992/93 році.
Завершив ігрову кар'єру у американській шоубольній команді «Вашингтон Вортогс», за яку виступав протягом 1995—1997 років у Continental Indoor Soccer League. По завершенні ігрової кар'єри працював у футбольних школах спочатку в південних штатах, потім у Вашингтоні. Згодом повернувся до Болгарії, де працював тренером у ДЮШ «Левскі» з 2008 по 2014 рік та регіональним представником Болгарського футбольного союзу в юнацьких збірних з 2015 по 2016 рік.

## Виступи за збірну
У складі молодіжної збірної Болгарії провів 7 матчів і забив 1 гол.
28 жовтня 1981 року дебютував в офіційних матчах у складі національної збірної Болгарії в товариській грі проти Бразилії (0:3)
У складі збірної був учасником чемпіонату світу 1986 року у Мексиці, де зіграв у трьох матчах, а його команда дійшла до 1/8 фіналу.
Загалом протягом кар'єри у національній команді, яка тривала 13 років, провів у її формі 50 матчів, забивши 5 голів.

## Титули і досягнення
- Чемпіон Болгарії (3):

«Левскі»: 1983/84, 1984/85, 1987/88
- Володар Кубка Болгарії (4):

«Левскі»: 1981/82, 1983/84, 1985/86
ЦСКА (Софія): 1992/93
- Володар Кубка Радянської Армії (3):

«Левскі»: 1983/84, 1986/87, 1987/88

## Особисте життя
Паралельно із грою у футбол знімався у кіно. 1985 року зіграв зокрема у болгарських фільмах Мила моя, милий мій (англ. Скъпа моя, скъпи мой). та Маневри на п'ятому поверсі (англ. Маневри на петия етаж).